# David Berlin
David Jakovlevitsj Berlin (Russisch: Давид Яковлевич Берлин) (Moskou, 12 juli 1925 - Moskou, 17 november 2021) was een voormalig basketbalcoach en oprichter van Spartak Noginsk. Hij kreeg de onderscheidingen Geëerde Coach van Rusland, Geëerde Coach van de Sovjet-Unie en werd Ereburger van de regio Moskou in 2005 en Ereburger van de stad Noginsk, regio Moskou in 2001.

## Carrière
Berlin begon als verpleger in de Tweede Wereldoorlog in Moskou en later in Jaroslavl. Hij werkte in een fabriek waar ze de motoren bouwden voor de Iljoesjin Il-2. In 1949 stichtte hij Spartak Noginsk. Berlin zou zestig jaar coach blijven bij die club. In 1978 werd hij Landskampioen van de Sovjet-Unie. Berlin werd Bekerwinnaar van de Sovjet-Unie in 1973. Ook won hij drie keer de European Cup Liliana Ronchetti in 1977, 1981 en 1982.
Berlin kreeg de onderscheidingen Orde van de Volkerenvriendschap, Ereteken van de Sovjet-Unie, Medaille voor de Overwinning over Duitsland in de Grote Patriottische Oorlog 1941-1945 en de Medaille voor Heldhaftige Arbeid in de Grote Vaderlandse Oorlog van 1941-1945. Hij overleed op 17 november 2021.

## Erelijst coach
- Landskampioen Sovjet-Unie: 1
  - Winnaar: 1978
  - Tweede: 1968, 1969, 1976, 1979, 1980, 1981, 1982
  - Derde: 1970, 1975, 1977
- Bekerwinnaar Sovjet-Unie: 1
  - Winnaar: 1973
- Landskampioen Rusland:
  - Derde: 1993
- European Cup Liliana Ronchetti: 3
  - Winnaar: 1977, 1981, 1982
  - Runner-up: 1983